# Eric Da Re
Eric Da Re (* 3. März 1965 in Los Angeles, Kalifornien) ist ein US-amerikanischer Schauspieler.

## Leben
Eric Da Re wurde in Los Angeles als Sohn des Schauspielers Aldo Ray und der Filmproduzentin Johanna Ray geboren. In seiner Jugend besuchte er die Beverly Hills High School, wo er ein Schulkamerad von Nicolas Cage war. Durch den Einfluss seiner Eltern, welche ihrerseits beide in der Film- und Fernsehindustrie tätig waren, konnte Eric Da Re bereits früh in dieser Branche Fuß fassen. Eine erste Rolle bekam er 1987 in dem Fernsehfilm Homeland – Gewalt im Untergrund, der von Lesli Linka Glatter inszeniert wurde.
Seine wohl bekannteste Rollen verkörperte Da Re von 1990 bis 1991 in David Lynchs Fernsehserie Twin Peaks, in welcher er den Drogenschmuggler und Gewalttäter Leo Johnson darstellte. Auch im Prequel Twin Peaks – Der Film verkörperte er diese Figur. Weitere Nebenrollen spielte er in Produktionen wie Critters 4 – Das große Fressen geht weiter (1992), Paul Verhoevens Starship Troopers (1997) und Ted Bundy (2002). Nach letztgenanntem Film trat er bislang nicht wieder als Schauspieler in Erscheinung (Stand: September 2024). 
Neben seiner Arbeit als Schauspieler arbeitete Da Re auch als Casting-Assistant, so für den Film Wild at Heart – Die Geschichte von Sailor und Lula (1990), bei welchem wiederum David Lynch Regie führte.

## Filmografie (Auswahl)
- 1987: Rented Lips
- 1987: Homeland – Gewalt im Untergrund (Into the Homeland, Fernsehfilm)
- 1989–1991: Twin Peaks (Fernsehserie, 24 Folgen)
- 1992: Twin Peaks – Der Film (Twin Peaks: Fire Walk with Me)
- 1992: Buffy – Der Vampir-Killer (Buffy the Vampire Slayer)
- 1992: Critters 4 – Das große Fressen geht weiter (Critters 4)
- 1993: SeaQuest DSV (Fernsehserie, 1 Folge)
- 1994: Handschrift des Todes (Final Combination)
- 1994: Nackte Gewalt (The Takeover)
- 1995: Gieriges Verlangen (Number One Fan)
- 1996: Kevin Johnson – Ein Mann verschwindet (The Disappearance of Kevin Johnson)
- 1997: Playing God
- 1997: Starship Troopers
- 2000: Evil Affairs – Eine mörderische Beziehung (Lured Innocence)
- 2000: NieA 7 (NieA under 7, Fernsehserie, 13 Folgen, Sprechrolle)
- 2001: Milo – Die Erde muss warten (Delivering Milo)
- 2002: Ted Bundy